# Arabi di Turchia
Gli Arabi di Turchia (in Arabo: عرب تركيا e in Turco: Türkiye Arapları) è l'espressione usata per riferirsi ai 2 milioni circa di abitanti della Turchia che sono di origine Araba.
A parte le città più popolose, come Istanbul, in cui gli abitanti non turchi sono comunque molto numerosi, la popolazione araba della Turchia si concentra essenzialmente nel sud e nel sud-est del paese. Gli arabi turchi sono per lo più di religione musulmana e vivono lungo il confine sud-orientale con la Siria e l'Iraq. Molte tribù beduine, oltre ad altri arabi che vi si insediarono in seguito, arrivarono in Anatolia prima che le tribù turche arrivassero dall'Asia centrale nell'XI secolo. Molti di questi arabi hanno legami con gli arabi in Siria, soprattutto nella città di Raqqa, rinforzati dall'arrivo di profughi per la Guerra civile siriana iniziata nel 2011. Una parte della popolazione siriana, prima in Siria, si è ritrovata all'interno dei confini turchi a seguito del Trattato di Losanna del 1923, che cedette alla Turchia vaste aree che facevano parte della Siria ottomana.
La società araba in Turchia è stata soggetta al fenomeno di turchificazione, ossia all'assimilazione culturale da parte della maggioranza turca. Rimane comunque un uso dell'arabo, oltre al turco, in seno alla comunità. All'inizio del XXI secolo, la diffusione dell'arabo si è accresciuta in Turchia, per motivi economico-culturali da un lato, ma anche per un rinnovato interesse per il passato ottomano del Paese e per la lingua turca ottomana, scritta con l'alfabeto arabo.